# Geraci Siculo
Geraci Siculo ist eine italienische Gemeinde der Metropolitanstadt Palermo in der Autonomen Region Sizilien mit 1684 Einwohnern (Stand 31. Dezember 2023) und ist Mitglied der Vereinigung I borghi più belli d’Italia (Die schönsten Orte Italiens).

## Lage und Daten
Geraci Siculo liegt 115 km östlich von Palermo. Die Einwohner arbeiten hauptsächlich in der Landwirtschaft.
Die Nachbargemeinden sind Castel di Lucio (ME), Castelbuono, Gangi, Nicosia (EN), Petralia Soprana, Petralia Sottana, San Mauro Castelverde.

## Geschichte
Das Gründungsjahr des Ortes ist unbekannt.

## Sehenswürdigkeiten
- Ruine des Kastell Ventimiglia im Ortskern
- Kirche Collegio di Maria im Barockstil aufgebaut
- Pfarrkirche Madonna della Neve erbaut im Spätmittelalter
- Kirche Santa Maria della Porta aus dem 15. Jahrhundert